# Chalcites
Chalcites – rodzaj ptaków z podrodziny kukułek (Cuculinae) w rodzinie kukułkowatych (Cuculidae).

## Zasięg występowania
Rodzaj obejmuje gatunki występujące w Australazji i Azji Południowo-Wschodniej.

## Morfologia
Długość ciała 15–20 cm; masa ciała 14,5–50 g.

## Systematyka

### Etymologia
- Chalcites: epitet gatunkowy Cuculus chalcites Temminck, 1821[b]; gr. χαλκιτης khalkitēs „zawierający miedź”, od χαλκος khalkos „miedź”[11].
- Lamprococcyx: gr. λαμπρος lampros „błyszczący”; κοκκυξ kokkux, κοκκυγος kokkugos „kukułka”[12]. Gatunek typowy: Cuculus lucidus J.F. Gmelin, 1788.
- Misocalius: gr. μισεω miseō „nienawidzić”; καλια kalia „gniazdo”[13]. Gatunek typowy: Cuculus palliolatus Latham, 1801 (= Chalcites osculans Gould, 1847).
- Heterococcyx: gr. ἑτερος heteros „różny, inny”; κοκκυξ kokkux, κοκκυγος kokkugos „kukułka”[14]. Gatunek typowy: Cuculus neglectus Schlegel, l864 (= Cuculus basalis Horsfield, 1821).
- Rhamphomantis: gr. ῥαμφος rhamphos „dziób”; μαντις mantis, μαντεως manteōs „prorok”; drażniące okrzyki kukułeczki długodziobej miały przepowiadać katastrofę[15]. Gatunek typowy: Cuculus megarhynchus G.R. Gray, 1858.
- Neochalcites: gr. νεος neos „nowy”; rodzaj Chalcites Lesson, 1830[16]. Gatunek typowy: Chrysococcyx basalis mellori Mathews, 1912.
- Owenavis: Richard Owen Wynne (1892–1969) – płk British Army, pasierb australijskiego ornitologa Gregory’ego M. Mathewsa; łac. avis „ptak”[17]. Gatunek typowy: Chalcites osculans Gould, 1847.
- Thelazomenus: gr. θηλαζω thēlazō „ssać”; μενος menos „pasja”; Reichenow, opisując nowy gatunek, uważał go za miodojada[18]. Gatunek typowy: Thelazomenus poecilocercus Reichenow, 1915 (= Cuculus megarhynchus G.R. Gray, 1858).

### Podział systematyczny
Do rodzaju należą następujące gatunki:
- Chalcites megarhynchus – kukułeczka długodzioba
- Chalcites basalis – kukułeczka brązowa
- Chalcites osculans – kukułeczka czarnoucha
- Chalcites ruficollis – kukułeczka rdzawogardła
- Chalcites lucidus – kukułeczka jarzębata
- Chalcites meyerii – kukułeczka białoucha
- Chalcites minutillus – kukułeczka zielonogłowa
- Chalcites crassirostris – kukułeczka srokata